# Robert Guthrie
Pour les articles homonymes, voir Guthrie.
Robert Guthrie est un médecin américain né le 28 juin 1916, mort à Seattle le 24 juin 1995, Robert Guthrie est considéré aujourd'hui dans le monde entier comme le grand pionnier des tests de masse chez les nouveau-nés.
Son deuxième enfant était atteint de retard mental et l'une de ses nièces était atteinte de  phénylcétonurie, faute d'avoir été dépistée à temps.
Il a alors procédé à de nombreuses expériences qui ont enfin conduit au développement du test de Guthrie, particulièrement simple et bon marché : quelques gouttes de sang sont prélevées au talon ou au doigt du bébé, sur un papier absorbant.
Son test est encore aujourd'hui utilisé dans de très nombreux pays où il a été généralisé à tous les nouveau-nés. En France, le test a été présenté en 1963 et s'est généralisé vers 1980. Son test a permis de dépister à temps des dizaines de milliers d'enfants atteints de phénylcétonurie, de les faire bénéficier d'un régime très pauvre en phénylalanine et de les préserver d'un retard mental inéluctable.